# Tomás Cabreira Júnior
Tomás Cabreira, Jr. (grafia original) (1891 - Lisboa, 1911) foi um escritor português colega do poeta Mário de Sá-Carneiro nos liceus do Carmo e Camões, em Lisboa. Suicidou-se na escadaria deste último, em 1911, com um tiro de caçadeira.
Deixou poemas que mandou destruir, e uma peça em parceria com Sá-Carneiro: Amizade. Esta peça de três actos foi escrita, entre Dezembro de 1909 e Abril de 1910.
Era filho de Tomás António da Guarda Cabreira. Há alguns sites na net que referem que seria filho de Tomás António da Guarda Cabreira (1822-1886), o que não parece ser possível visto que este faleceu em 1886 e o Jr. só nasceu em 1891. Este Tomás de 1822 será, então, o avô paterno do Tomás Jr., e filho do 1.º Conde de Lagos e 1.º Visconde do Vale da Mata.